# Daniel K. Ludwig
Pour les articles homonymes, voir Ludwig.
Daniel Keith Ludwig (1897-1992) est un homme d'affaires américain. Il est le fondateur de l'Institut Ludwig pour la recherche sur le cancer.